# 圣皮埃尔德诺加雷
圣皮埃尔德诺加雷（法語：Saint-Pierre-de-Nogaret，法語發音：[sɛ̃ pjɛʁ də nɔɡaʁɛ]）是法国洛泽尔省的一个市镇，属于芒德区。

## 地理
圣皮埃尔德诺加雷（44°27'41"N, 3°8'23"E）面积16.44 平方千米，位于法国奧克西塔尼大區洛泽尔省，该省份为法国南部内陆省份，北起上盧瓦爾省和康塔爾省，西接阿韦龙省，南至加尔省，东临阿尔代什省。
与圣皮埃尔德诺加雷接壤的市镇（或旧市镇、城区）包括：圣洛朗多尔特、莱塞尔莫、圣日耳曼迪泰伊、特雷朗、巴纳萨克-卡尼亚克。

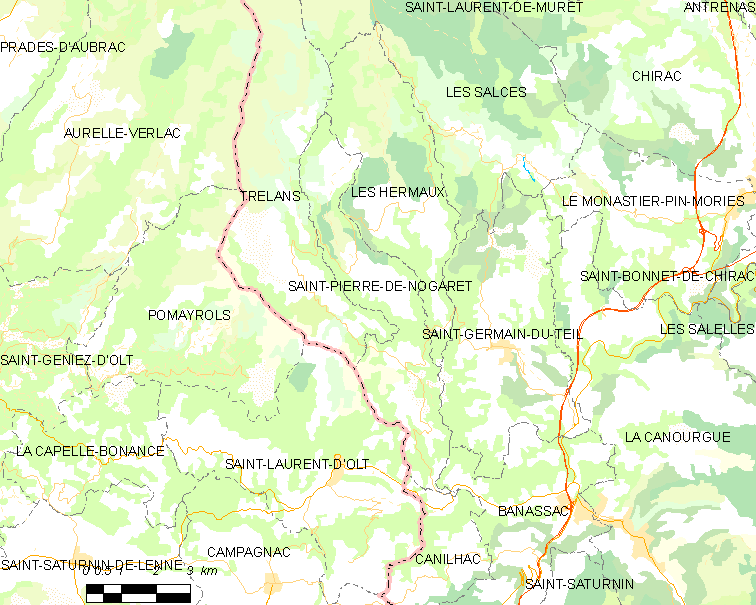
圣皮埃尔德诺加雷的OSM定位图

圣皮埃尔德诺加雷的时区为UTC+01:00、UTC+02:00（夏令时）。

## 行政
圣皮埃尔德诺加雷的邮政编码为48340，INSEE市镇编码为48175。

## 政治
圣皮埃尔德诺加雷所属的省级选区为欧布拉克地区佩尔县。

## 人口

1962-2008年间圣皮埃尔德诺加雷人口变化图示

圣皮埃尔德诺加雷于2022年1月1日时的人口数量为174人。